# Fredrika Stahl

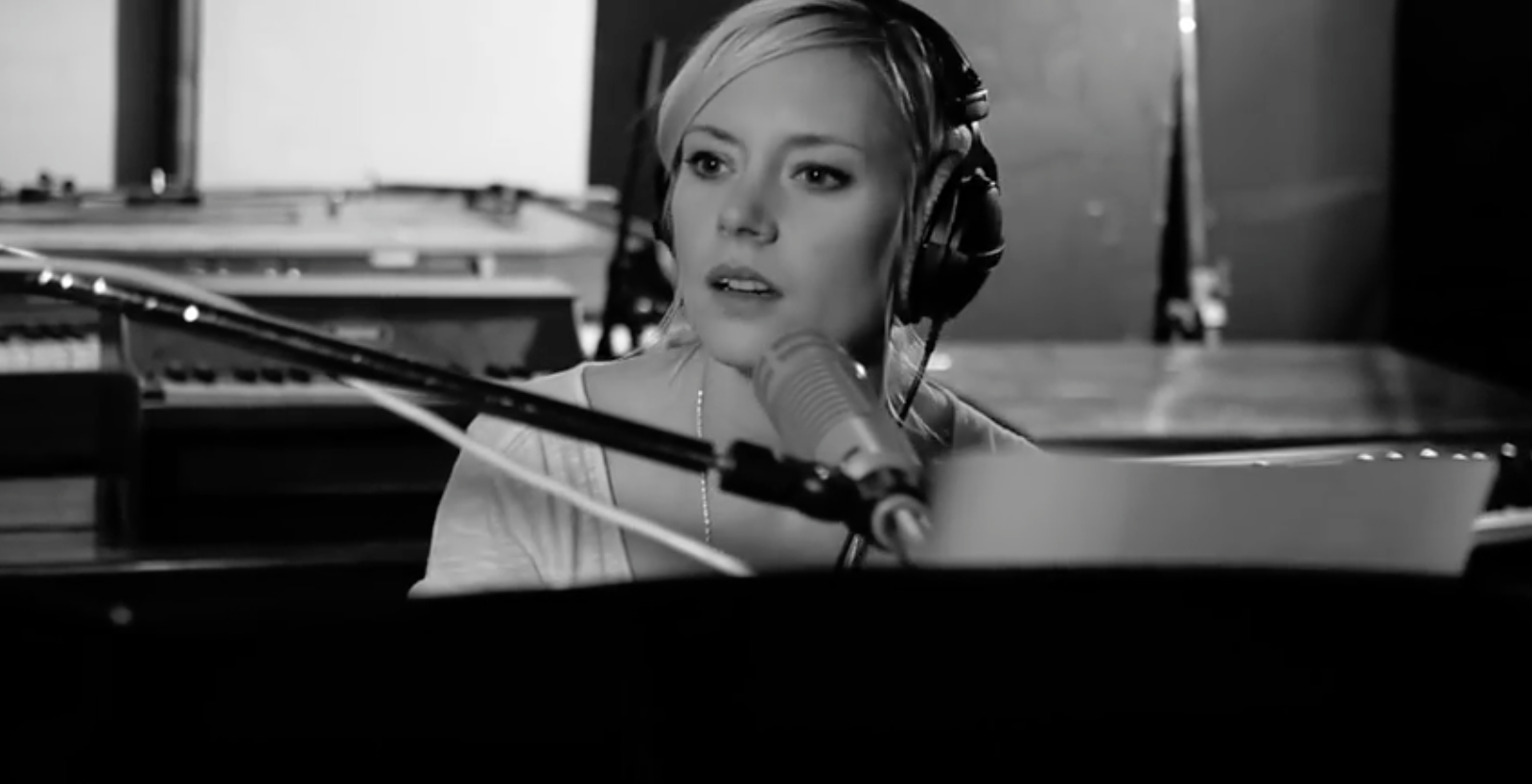
Fredrika Stahl bei Studio Pigalle 2014

Fredrika Stahl (* 24. Oktober 1984 in Stockholm, Schweden) ist eine in Frankreich lebende Singer-Songwriterin, die mit Stilmitteln des Jazz im Popbereich arbeitet.

## Leben
Geboren in Schweden kam Fredrika Stahl im Alter von vier Jahren nach Frankreich, bedingt durch die Arbeit ihres Vaters. Mit 12 Jahren kehrte die Familie mit ihr nach Schweden zurück. Dort machte sie auch ihren Schulabschluss. In einer Art Orientierungsjahr ging sie im Alter von 17 Jahren alleine nach Paris zurück, wo sie seither lebt.

## Schaffen
Fredrika Stahl erhielt sowohl Ballett- als auch Klavierunterricht und ist, vor allem im Bereich des Gesangs und der Gitarre, Autodidaktin. Nach Paris zurückgekehrt probierte sie, erste eigene Songs zu komponieren und zu texten. Der Produzent Geef brachte sie mit dem Pianisten Tom McClung zusammen. McClung formierte eine Begleitband, für Vogue Records entstand dann Mitte 2006 das erste Album A Fraction of You.
Es folgten Auftritte mit Künstlern wie Erick Poirier, Ichiro Onoe oder Manuel Marches. 2008 folgte Stahls zweites Album Tributaries, das mit einer vierköpfigen Begleitband entstand, zu der auch der norwegische Gitarrist Øyvind Nypan gehört. Sie tourte vor allem in Japan und in Deutschland und trat als Vor-Band auf.
Zu einem Fernsehwerbespot des Autoproduzenten Nissan steuerte sie 2010 ihr Lied Twinkle, Twinkle Little Star bei.
Im Mai 2011 tourte sie durch Europa, trat in Deutschland etwa in Freiburg im Breisgau, Stuttgart und Offenburg auf, außerdem in London, Genf und Istanbul.
Mit  Dina ögon blå, einem Song, der ausnahmsweise einen schwedischen Text hat, gelang ihr der Zugang auch zu deutschen Radiosendern.

## Genre
Stahl arbeitet mit vielen Jazzmusikern zusammen und spielt selber auch gelegentlich Jazzstandards oder jammt mit Big Bands. In die Arrangements ihrer Popsongs baut sie Elemente aus dem Jazz-Bereich ein.

## Diskografie
- 2006 A Fraction of You (Vogue, mit Hervé Meschinet, Tom McClung, José Palmer, Diego Imbert, Karl Jannuska)
- 2008 Tributaries (Jive)
- 2010 Sweep Me Away (Sony BMG; mit Marcello Giuliani, Philippe Entressangle)
- 2010 Bar Classics Vocal: Greatest Late Hour Blue Songs, 2CDs (Sony Classical, Kompositionen von Martinů, Poulenc, Fauré, Rachmaninoff, Gershwin, Weill)
- 2013 Off to Dance
- 2015 Tomorrow – Die Welt ist voller Lösungen original Soundtrack[6]
- 2021 Natten